# Poás (tổng)
Poás là một tổng trong tỉnh Alajuela, Costa Rica. Tổng này có diện tích 73,84 km², dân số năm 2008 là 28469 người..